# Erica maritima
Erica maritima är en ljungväxtart som beskrevs av Guthrie och Bolus. Erica maritima ingår i släktet klockljungssläktet, och familjen ljungväxter. Inga underarter finns listade i Catalogue of Life.